# Молотилов, Борис Владимирович
Борис Владимирович Молотилов (6 октября 1931 года) — советский и российский учёный-металлург, специалист в области прецизионных сплавов различных групп и назначений. Доктор технических наук, профессор. Генеральный директор ЦНИИчермета им. И.П.Бардина в 1987-92 гг. Лауреат Государственной премии СССР, лауреат Премии Совета Министров СССР.

## Биография
Борис Владимирович Молотилов родился 6 октября 1931 года. После окончания в 1955 г. Московского института стали Б.В. Молотилов всю свою жизнь трудился в ЦНИИчермет имени И.П. Бардина, где прошел путь от младшего научного сотрудника до директора Института прецизионных сплавов (1966 – 1987 гг.). В 1987 - 1993 гг., в трудных условиях кризиса отечественной металлургии и металлургической науки Б.В. Молотилов возглавлял ЦНИИчермет им. И.П. Бардина.

## Научная и производственная деятельность
Основная сфера научных интересов Б.В. Молотилова - прецизионные сплавы. Под его руководством и непосредственном участии разрабатывались вопросы теории формирования магнитных, электрических, упругих, тепловых и других физических свойств прецизионных сплавов, решались проблемы технологии их производства. Кроме массовых прецизионных сплавов, были созданы и освоены в производстве уникальные материалы для конструирования новых агрегатов криогенной энергетики, атомной, космической, оборонной, медицинской промышленности.
Другое направление научной деятельности Б.В.Молотилова было связано с вопросами текстурообразования и ингибирования роста зерен в электротехнических сталях, которое привело к созданию электротехнических сталей анизотропного и изотропного классов и организации крупномасштабного их производства на Новолипецком комбинате, Верх-Исетском заводе, Челябинском, Череповецком и Карагандинском комбинатах. Одновременно был разработан ряд принципиально новых марок электротехнических сталей — микро-кристаллические, высокочастотные, "бесшумные".
Б.В. Молотилову принадлежит заслуга создания аморфных и, позднее, нанокристаллических сплавов с уникальными магнитными свойствами, разработка технологии и освоение их производства на Экспериментальном заводе ЦНИИчермет им. И.П.Бардина, Ашинском и Верх-Исетском заводах, Уральском заводе прецизионных сплавов. Одновременно в этой отрасли металлургии было организовано сотрудничество с фирмами Германии, Индии, Китая, Кореи и других стран.

## Признание
За научную и производственную деятельность Б.В. Молотилову присвоено звание «Почётный металлург СССР». Он удостоен Государственной премии СССР за работу в области металлургии, премии Совета Министров СССР за создание и освоение производства электротехнических анизотропных сталей высших марок и применение их в электромашиностроении. Награждён орденами "Октябрьской Революции", "Трудового Красного Знамени" и медалями.